# Danielle Dax

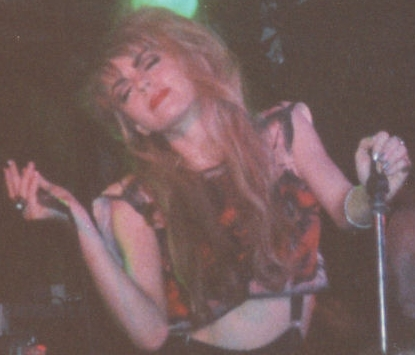

Danielle Gardner (född den 23 september 1958) är mer känd under artistnamnet Danielle Dax, en postpunk/experimental-musiker och producent, verksam från sent 1970-tal till mitten av 1990-talet. Hon föddes i staden Southend-on-Sea i grevskapet Essex i östra England.

## Biografi
Dax deltog en kort men betydelsefull tid i det avantgardistiska punkbandet The Lemon Kittens i början av 1980-talet. Hon medverkade även på League of Gentlemens självbetitlade album från 1981 med vokalinsatser (kallat "Hamsprachtmusic" på konvolutet) i sången "Minor Man". Denna sång togs dock bort från albumet då det gavs ut på CD under titeln "God Save The King", men hennes bildkonstinsatser på skivomslaget behölls.
Efter att The Lemon Kittens splittrats 1982, startade Danielle Dax en solokarriär varvid hon såväl producerade som spelade in albumen "Pop-Eyes" (1982), "Jesus Egg That Wept" (1984), och "Inky Bloaters" (1987) på den egna skivetiketten "Awesome Records". Under 1988 skrev hon på för det amerikanska skivbolaget Sire Records som släppte hennes dubbelalbum "Dark Adapted Eye" (1988) innehållande såväl material från de tidigare albumen, såsom uppskattade "Big Hollow Man", som de nya och tidigare outgivna sångerna "Cat-House", "White Knuckle Ride", "When I Was Young", "House Cat", "Whistling for His Love", och "Touch Piggy's Eyes".
Under 1984 framträdde hon för första och enda gången på film genom rollen Wolfgirl (en repliklös roll) i Neil Jordans film "The Company of Wolves". Under 1988 medverkade hon dock åter i en film när hon skrev musiken till Nigel Wingroves avantgardistiska kortfilm "Axel".
Under 1989 syntes Danielle Dax i TV-programmet "Star Test" i den engelska reklamfinansierade public service-kanalen Channel 4 där hon intervjuades i 30 minuter av en dator. Av denne fick hon frågor som "Om du träffade Gud, vilken fråga skulle du då ställa henne?" på vilket hon svarade "Varför är de trevliga människorna inte lika framgångsrika som de sviniga?" ("Why are the nicer people not as successful as the shitty people?"). Ett passande svar med tanke på den påföljande frånvaron av verklig framgång inom musikindustrin för henne.
Under 1990 släpptes albumet "Blast the Human Flower" på Warner-bolaget Sire Records, producerat av Stephen Street, förutom sångerna "Bayou" och "Daisy" vilka de producerade tillsammans. Albumet blev en flopp och betraktades som alltför utslätat, där Dax kvalitéer inte kom till sin rätt.
Därefter startade Dax det egna skivbolaget Biter of Thorpe, på vilket hon gav ut det karriäråterblickande dubbelalbumet "Comatose Non Reaction: The Thwarted Pop Career of Danielle Dax" och EP:n "Timber Tongue", med nyproducerad och nästan helt instrumental avantgard-musik, båda under 1995. Dax har därefter tagit en paus på okänd tid från musikbranschen vilket ofta har benämnts som att hon lagt av.
Sedan 1996 har hon arbetat som inredningsarkitekt och därvid flera gånger medverkat i BBC:s inredningsprogram "Homefront". Enligt hennes Myspace-sida (förvaltad av hennes långtida vän och tidigare bandkamrat Karl Blake) gör hon många performance-framträdanden med sitt gamla material i Storbritannien och övriga Europa och det ryktas tidvis att nytt material skrivs. Hennes första tre album har återsläppts på cd genom hennes egen skivetikett Biter of Thorpe (med distribution genom World Serpent).
Dax repertoar av bildkonst inkluderar originalskivomslaget till hennes album "Pop-Eyes", vilket drogs tillbaka efter att albumet sålts ett tag då vissa skivaffärer menade att det var för groteskt. Ersättningsomslaget (som åter ersattes av originalomslaget till cd-utgåvan) gjordes Holly Warburton vilken även gjorde de påföljande skivomslagen på albumen "The Jesus Egg That Wept", "Inky Bloaters" och "Dark".

## Singlar
- "Cat-House", Sire, 1988 (Dark Adapted Eye)
- "Tomorrow Never Knows", Sire, 1990 (Blast the Human Flower)

## Diskografi

### Med The Lemon Kittens
- Spoonfed & Writhing (cover art), 1980
- We Buy A Hammer For Daddy (multi-instrumentalist, vocals, 1980
- (...those that bite the hand that feeds them sooner or later must meet...)The Big Dentist (multi-instrumentalist, vocals), 1982

### Solo
- Pop-Eyes, Awesome, 1983
- Jesus Egg That Wept, Awesome, 1984
- Inky Bloaters, Awesome, 1987
- The Janice Long Session EP, Strange Fruit, 1987
- Dark Adapted Eye, Sire, 1988
- Blast The Human Flower, Sire, 1990
- Comatose-Non-Reaction, Biter Of Thorpe, 1995
- Timber Tongue, Biter Of Thorpe, 1995